# Шафт (шагрестан)
Шафт (перс. شفت) — шагрестан в Ірані, в остані Ґілян. За даними перепису 2006 року, його населення становило 63375 осіб, які проживали у складі 16466 сімей.

## Бахші
До складу шагрестану входять такі бахші: 
- Ахмадсарґураб
- Центральний